# Lijst van Asterix-spellen
Dit is een lijst van spellen gebaseerd op de Asterix-stripreeks.

## Spellenboeken
- Asterix Adventure Games — een serie spellenboeken in de stijl van de Choose Your Own Adventure boeken. Geschreven door Stephen Thraves.
  1. Asterix to the Rescue (1986) — red de gevangen druïde uit Rome.
  2. Operation Britain (1987) — haal een maretak uit Engeland voor de toverdrank.
  3. Asterix Against All Odds (1992) — navigeer je een weg door het bezette Gallië (gebaseerd op de ronde van Gallië).
- Alea jacta est! — een rollenspel systeem met attributen en gevechten. De speler neemt de rol aan van Hippix uit Asterix en de Noormannen in een serie scenario’s.
  1. Le rendez-vous du chef (1988)
  2. La vedette armoricaine (1988)
  3. L'affaire des faux menhirs (1988)
  4. Le grand jeu (1988)
- Find Asterix (1998) — een Waar is Wally? kloon waarin de speler Asterix moet zoeken in verschillende omgevingen.

## Bordspellen
- Astérix en Égypte (1971)
- Le tour de Gaule d'Astérix (1978)
- Les Voyages D'Asterix (1978)
- Astérix et la potion magique (1985)
- Asterix the Board Game (1990)
- Astérix et les Romains of Asterix en de Romeinen of Asterix und die Römer (1990)
- Asterix das Kartenspiel (1992)
- Asterix & Obelix - Die Lorbeeren des Caesar (1997)
- Asterix & Obelix (2006)

## Computerspellen
De meeste van deze spellen zijn enkel uitgebracht in Europa. De Sega Master System en Game Gear spellen werden ook in Noord-Amerika uitgebracht.
- Asterix (Sega Master System, Super Nintendo, PlayStation, NES) – ondanks de gelijke naam is het spel op iedere console anders.
- Asterix (Atari 2600)
- Asterix (ZX Spectrum)
- Asterix: Operation Getafix (Amiga)
- Asterix (arcadespel) – geproduceerd door Konami[1]
- Asterix and the Magic Carpet (Commodore 64, DOS, Amiga, Atari ST)
- Asterix and the Magic Cauldron (Commodore 64)
- Asterix and Obelix (Infogrames) (Super Nintendo)
- Asterix and the Great Rescue (Sega Mega Drive/Genesis, Master System, Sega Game Gear)
- Asterix and the Power of the Gods (Sega Mega Drive/Genesis)
- Asterix and the Secret Mission (Sega Master System, Sega Game Gear)
- Asterix and Obelix Take on Caesar (PlayStation en PC)
- Asterix: Caesar's Challenge (CD-I)
- Asterix Mega Madness (PlayStation, PC)
- Asterix and Obelix (Game Boy, Game Boy Color)
- Asterix: Search For Dogmatix (Game Boy Color)
- Asterix and Obelix: Bash Them All (Game Boy Advance)
- Asterix: The Gallic War (PC)
- Asterix & Obelix XXL (Game Boy Advance, PlayStation 2 en GameCube). Ook bekend als Asterix & Obelix: Kick Buttix
- Asterix & Obelix XXL 2: Mission Las Vegum (PC en PlayStation 2 en de nintendo switch)
- Asterix & Obelix XXL 2: Mission Wifix (Nintendo DS)
- Asterix at the Olympic Games (PlayStation 2, PC, Nintendo DS, Wii)
- Asterix en Obelix: Rare jongens die Romeinen Nintendo DS UBISOFT 2009